# Alexander Flyabout D
El Alexander D-1 Flyabout fue una de las primeras entradas en el mercado de los aviones ligeros del popular fabricante de aviones biplanos Alexander Aircraft Company. El avión fue construido más tarde por Aircraft Mechanics, Inc.

## Diseño
El D-1 era un monoplano de ala alta y tren de aterrizaje convencional con asientos lado a lado, equipado con un motor Continental de 26 kW (35 hp), con un depósito de combustible montado en el cortafuegos. La cabina tenía puertas a ambos lados del avión. Fue el primer avión certificado bajo las nuevas normas de la CAA para aviones por debajo de los 454 kg (1000 libras).

## Historia operacional
Las capacidades del prototipo se demostraron volando hasta los 4572 m sobre el Pico Pikes con el modelo de 28 kW (38 hp). El piloto de pruebas Proctor Nichols informó más tarde de haber volado a través de un tornado al regresar de una demostración desde las Carreras Aéreas Nacionales de Cleveland.

## Variantes
D-1
Equipado inicialmente con un motor Continental de 26 kW (35 hp), certificado de tipo ATC 439. Cuatro construidos, dos convertidos a D-2.
D-2
Modelo mejorado con motor Szekely SR-3 de 33,6 kW (45 hp), certificado de tipo ATC 449, 17 construidos, dos convertidos desde D-1. Con pequeñas mejoras, producido por Aircraft Mechanics en 1935.

## Especificaciones (Flyabout D-1)
Referencia datos: Popular Aviation

### Características generales
- Tripulación: Uno (piloto)
- Capacidad: Un pasajero
- Longitud: 6,5 m (21,3 ft)
- Envergadura: 11,3 m (37,1 ft)
- Altura: 1,7 m (5,6 ft)
- Peso vacío: 243,4 kg (536,5 lb)
- Planta motriz: 1× motor bóxer refrigerado por líquido Continental.
  - Potencia: 26 kW (36 HP; 35 CV)

### Rendimiento
- Velocidad máxima operativa (Vno): 137 km/h (85 MPH; 74 kt)
- Velocidad crucero (Vc): 120,7 km/h (75 MPH; 65 kt)
- Velocidad de entrada en pérdida (Vs): 54,7 km/h (34 MPH; 30 kt)
- Alcance: 282 km (152 nmi; 175 mi)
- Régimen de ascenso: 3,3 m/s (650 ft/min)

## Aeronaves relacionadas

### Aeronaves similares
- Monocoupe 90